# Flieg mit mir! (Fernsehsendung)
Flieg mit mir! war eine von Guido Cantz moderierte Quizsendung, bei der zwei Singles, die sich erst in der Sendung kennenlernen, eine Reise oder je 1.500 € gewinnen können. Sie wurde vom 18. August 2017 bis zum 1. Dezember 2017 freitags um 18:50 Uhr von Das Erste ausgestrahlt. Die erste und einzige Staffel umfasst 15 Folgen und wurde von i&u TV produziert.

## Spielablauf
Jede Sendung hatte ein anderes Reiseziel, um das sich die Fragen drehen. Ein weiblicher Single trat dabei gegen einen männlichen an. Vor der ersten Frage suchte sich jeder Single aus zwei Kandidaten einen Spielpartner aus. Hiervon wurde nur in der fünften Ausgabe, dem „Hochzeits-Special“, abgewichen, in dem zwei Hochzeitspaare um ihre Flitterwochen auf Jamaika wetteifern. In der ersten Runde wurden den Kandidatenpaaren abwechselnd insgesamt zehn Fragen gestellt, wobei jeweils aus drei Antwortmöglichkeiten gewählt werden konnte. Eine richtige Antwort wurde mit einem Punkt honoriert.
Die zweite Runde besteht aus Entweder-oder-Fragen. Wer als erstes Paar acht Punkte erreicht, gewann. Dabei zählten die maximal fünf erreichten Punkte der Vorrunde mit. Wer in Führung lag, begann – bei Punktegleichstand entschied eine Schätzfrage. Auch hier wurden die Fragen abwechselnd gestellt. Eine richtige Antwort wurde mit einem Punkt gewertet. Bei falscher Antwort erhielt das gegnerische Paar einen Punkt.
Am Ende entschieden die beiden siegreichen Singles mit Hilfe von beidseitig bedruckten Lotsenkellen, ob sie gemeinsam verreisen wollen. Wählte einer der beiden oder beide „Geld“, erhielt jeder von ihnen hingegen 1.500 €.

## Episodenliste
| Ausgabe  | Erstausstrahlung | Reiseziel   | Sieger nehmen Geld / Reise | Quote     |
| -------- | ---------------- | ----------- | -------------------------- | --------- |
| 1        | 18. Aug. 2017    | Hawaii      | Reise                      | 1,68 Mio. |
| 2        | 25. Aug. 2017    | Australien  | Reise                      | 1,38 Mio. |
| 3        | 01. Sep. 2017    | Brasilien   | Reise                      | 1,60 Mio. |
| 4        | 08. Sep. 2017    | Thailand    | Geld                       | 1,45 Mio. |
| (1)5 (1) | 15. Sep. 2017    | Jamaika     | Reise                      | 1,55 Mio. |
| 6        | 22. Sep. 2017    | Argentinien | Reise                      | 1,50 Mio. |
| 7        | 29. Sep. 2017    | Namibia     | Reise                      | 1,41 Mio. |
| 8        | 06. Okt. 2017    | Neuseeland  | Reise                      | 1,64 Mio. |
| 9        | 13. Okt. 2017    | Kuba        | Geld                       | 1,46 Mio. |
| 10       | 20. Okt. 2017    | Indonesien  | Geld                       | 1,74 Mio. |
| 11       | 27. Okt. 2017    | Bora Bora   | Reise                      | 1,79 Mio. |
| 12       | 03. Nov. 2017    | Alaska      | Reise                      | 1,76 Mio. |
| 13       | 10. Nov. 2017    | Südafrika   | Geld                       | 1,79 Mio. |
| 14       | 17. Nov. 2017    | Chile       | Reise                      | 1,78 Mio. |
| 15       | 01. Dez. 2017    | Curaçao     | Geld                       | 1,84 Mio. |

## Produktion
Im Mai 2017 kündigte Das Erste eine 15-teilige Staffel der neuen Quizshow Flieg mit mir für die zweite Jahreshälfte an, die Ende Juni 2017 von i&u TV in Hamburg aufgezeichnet wurde. Für die Sendung ist der NDR verantwortlich. Im Juni wurde der Staffelauftakt für den 18. August 2017 terminiert.

## Quoten
Die erste Staffel erreichte im Durchschnitt pro Folge 1,63 Millionen Zuschauer. Die höchste Einschaltquote hatte die finale Ausgabe am 1. Dezember 2017 mit 1,84 Millionen Zuschauern, was einem Marktanteil von 7,9 Prozent entsprach.

## Trivia
- Wenn die zur Auswahl stehenden Spielpartner das Studio betreten, wird der Herzblatt-Jingle eingespielt.
- Die am Ende verwendeten „Entscheidungskellen“ erinnern an die frühere Fernsehshow Geld oder Liebe, in der die Paare am Ende ebenfalls mit diesen zwischen „Geld“ oder „Liebe“ wählen mussten.
- Die Titelmelodie „Ab in die Ferne“ ist eine geringfügige Abwandlung des Sommerhits „Ab in den Süden“ von Buddy aus dem Jahr 2003.

## Rezeption
Flieg mit mir! erhielt überwiegend negative Kritiken:
Timo Niemeier meint in seiner Kritik zur ersten Ausgaben bei DWDL.de, dass „die Themen Urlaub, Reisen und Quiz ja durchaus die Möglichkeit bieten, um eine spannende und unterhaltsame Sendung aufzuziehen. Das scheitert aber schon nach wenigen Sekunden [...]. Die Sendung hat den Charme einer Kaffeefahrt für Rentner: Kein Tempo, keine Stimmung und erst recht keine Spannung.“ Niemeier kritisiert mehrfach Cantz’ fehlenden Humor. Er kommt zu dem Fazit: „Weil ‚Flieg mit mir‘ mit zu wenig Liebe und Leidenschaft gemacht ist, [...] und auch der Moderator nicht so recht in Urlaubsstimmung ist, wird die neue Quizshow [...] wohl eher keine Bäume ausreißen.“
David Grzeschik findet in seinem Kommentar zur ersten Ausgabe bei Quotenmeter.de, „dass vielen Fragen das Kuriose bis Witzige fehlt“. Zudem kritisiert er Guido Cantz, da er „eine eher mäßige Figur abgibt. Cantz moderiert die Auftaktfolge recht emotionslos herunter und verleiht ihr so (noch) keine eigene Note.“ Lobend erwähnt er die „schöne[n] Bilder“, die „das Gefühl von Fernweh [...] wecken.“ Er kommt zu dem Fazit, dass der Sendung „das gewisse Etwas [fehlt] [...], das es merklich von anderen Genrevertretern abhebt.“